# ریسکو (میزوری)
ریسکو (به انگلیسی: Risco) یک شهر در ایالات متحده آمریکا است که در شهرستان نیو مادرید، میزوری واقع شده‌است. ریسکو ۱٫۴۵ کیلومتر مربع مساحت و ۳۴۶ نفر جمعیت دارد و ۸۴ متر بالاتر از سطح دریا واقع شده‌است.